# Clipeo

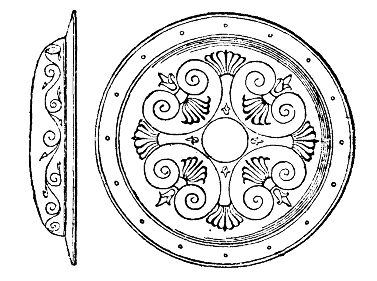
Tipico clipeus greco (v. oplon)

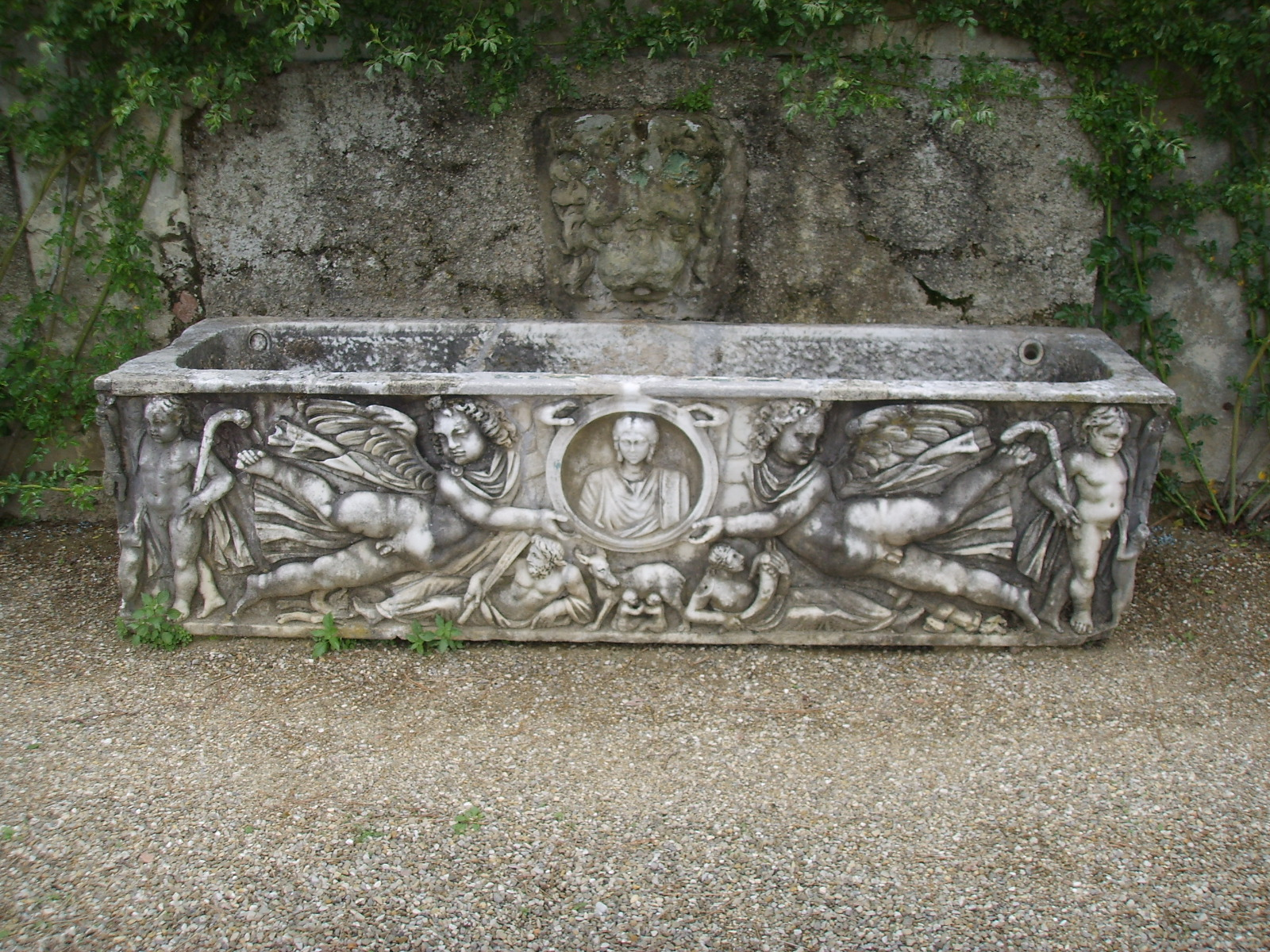
Sarcofago romano con il ritratto del defunto entro un clipeo, sorretto da genietti alati

Clipeus, o Clypeus (in latino clipeus, italianizzabile in "Clìpeo") era il vocabolo che in latino indicava il grande scudo cavo dell'oplita greco. Nella terminologia dell'arte romana, il termine clipeus passò poi a indicare un ritratto iscritto in uno spazio rotondo.

## Scudo
Il clipeus venne derivato dagli Antichi Romani dall'oplon delle forze di fanteria pesante (v. opliti) operativi nella Magna Grecia grazie alla mediazione culturale operata dagli Etruschi. Il suo uso da parte delle truppe romane data agli anni del regno del monarca di origine etrusca Servio Tullio.
Il clipeus fu abbandonato quando al legionario romano fu pagato per la prima volta lo stipendio, verso la fine del V secolo a.C. Restò comunque in uso, quale arma cerimoniale ai cittadini romani più abbienti che ne richiesero la fabbricazione in metallo pregiato poi sontuosamente decorato.

## Arte romana
Nel ritratto romano si diffuse in epoca tardo-repubblicana il tipo dell'imago clipeata, con l'effigie compresa entro un cerchio con la forma dello scudo. L'origine del ritratto clipeato è greca, con documenti nel 100 a.C. nel Santuario dei grandi dei di Samotracia. A Roma fu molto usata, in sculture, rilievi e dipinti. Le prime immagini di questo genere sembrano essere state collocate da un Appio Claudio, forse Pulcro, nella propria casa nell'80 a.C. Molto diffuso fu il clipeo nell'arte funebre (sarcofagi).
Vennero chiamati "clipei" anche le scene inscritte entro un cerchio (detto anche "medaglione"), all'interno di cicli di affreschi o mosaici, non solo di arte romana, ma anche medievale e rinascimentale.

### Clipeus virtutis

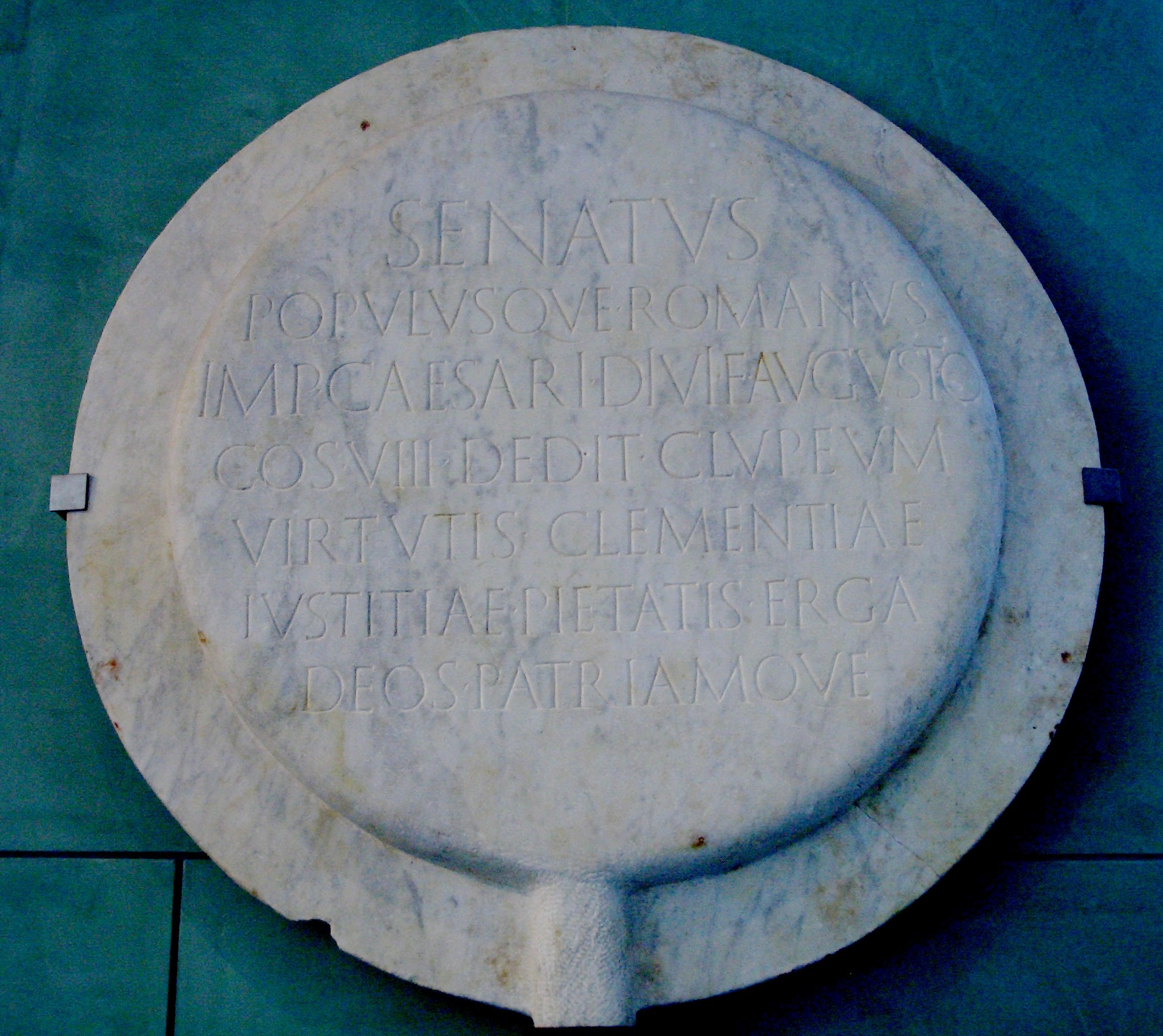
Clipeus virtutis

Tra i massimi esempi di clipei votivi figura il clipeus virtutis augusteo, ritrovato nel santuario di Ottaviano Augusto ad Arelate (odierna Arles) e conservato al Museo di arte antica della medesima città. L'iscrizione su di esso reca:
POPVLVSQVE ROMANVS

IMP CAESARI DIVI F AVGVSTO

COS VIII DEDIT CLVPEVM

VIRTVTIS CLEMENTIAE

IVSTITIAE-PIETATIS-ERGA

DEOS PATRIAMQVE.»
(Clipeus virtutis)
Il disco marmoreo, che riprende quello di tradizione ellenistica, è riproduzione del clipeo aureo affisso nella Curia. Riprodotto anche su monete e cammei (di solito associato alla dea Vittoria, che lo sorregge in una mano, secondo la disposizione nella Curia, che lo vedeva accanto alla statua della divinità), riporta l'elenco delle virtù del principe (valore, giustizia, pietà e clemenza). Lo scudo onorario fu dedicato dal Senato ad Augusto nel 26 a.C. Nelle Res Gestae (34, 2), Augusto ricorda l'evento del dono del clipeo, di cui quello marmoreo di Arles è solo una replica: